# Щани
Ща́ни (бел. Шча́ні) — деревня в Сморгонском районе Гродненской области Белоруссии. Входит в состав Вишневского сельсовета, до 2016 года входила в состав Войстомского сельсовета.
Расположена в восточной части района. Расстояние до районного центра Сморгонь по автодороге — около 21 км, до центра сельсовета агрогородка Войстом по прямой — чуть менее 1,5 км. Ближайшие населённые пункты — Войстом, Дыбуньки, Новосёлки.
Согласно переписи население деревни в 1999 году насчитывало 14 человек.
На западной окраине Щаней находится придорожная часовня постройки конца XIX — начала XX веков
Через деревню проходит автомобильная дорога местного значения Н7925 Войстом — Дыбуньки — Погорельщина.